# Unterschied
Ein Unterschied ist alltagssprachlich oder in traditioneller Sicht ein Aspekt der Nicht-Übereinstimmung zweier Dinge. Das Erkennen eines Unterschieds geschieht durch den subjektiven Akt des Vergleichs bzw. der Unterscheidung. Um erkannt zu werden, muss der Unterschied die sog. Unterschiedsschwelle überschreiten. Erst durch Konventionen werden die Unterschiede zu anerkannten Merkmalen des Objektes.
Ein Unterschied besteht immer in einer bestimmten Hinsicht, zum Beispiel besteht zwischen Hund und Katze in Hinsicht auf deren Sozialverhalten ein Unterschied, nicht aber in Hinsicht auf deren Bein-Anzahl. Alltagssprachlich ist oft die Rede von "dem" Unterschied zwischen zwei Dingen. Tatsächlich gibt es eine praktisch unbegrenzte Anzahl von verschiedenen Hinsichten, in denen ein Unterschied (oder Gemeinsamkeit) besteht. Eine Frage wie „Was ist der Unterschied zwischen einem Hund und einer Katze?“ – hat somit keine eindeutige Antwort, solange nicht angegeben wird, in welcher Hinsicht der Unterschied besteht.
Gegenbegriffe zum Unterschied sind Übereinstimmung, Gleichartigkeit oder Gemeinsamkeit.

## Geisteswissenschaften
In der Systemtheorie, der Philosophie und der Psychologie gibt es besondere Theorien über den Begriff „Unterschied“ (vgl. dazu „Differenz“ in der Systemtheorie, in der Philosophie und in der Psychologie).
Eine sozialökonomische Sicht der Dinge sieht im Unterschied die Quelle der Ungleichheit.
In differenztheoretischer Sicht ist der Unterschied als Differenz, Unterscheidung oder différance Grundlage aller Weltbeschreibung.

## Unterhaltung
Viele Scherzfragen beinhalten die Frage, was der Unterschied zwischen zwei Dingen sei. Die Pointe der Antwort ist dabei oft ein Wortspiel.
Es gibt Bilderrätsel, bei denen die Aufgabe lautet, eine bestimmte Anzahl von Unterschieden zwischen zwei auf den ersten Blick gleich aussehenden Bildern zu finden.